# Konjunkturinstitutet
Konjunkturinstitutet  (KI) är en svensk statlig förvaltningsmyndighet, som sorterar under Finansdepartementet  och har till uppgift att följa och analysera den ekonomiska utvecklingen och göra prognoser för den svenska ekonomin.

## Syfte och verksamhet
Myndigheten ska följa den vetenskapliga diskussionen inom de områden som berör institutets verksamhet samt bedriva forskning i syfte att utveckla analys- och prognosmetoder, göra miljöekonomiska analyser samt bedriva forskning på det miljöekonomiska området. KI bistår vidare Regeringskansliet (Finansdepartementet) med utfalls- och prognosdata för Regeringskansliets makroekonomiska verksamhet, med prognosmodeller samt med miljöekonomiska analyser. Myndigheten ska vidare verka för att statistiskt material betydelse för studiet av den ekonomiska utvecklingen samlas in och bearbetas samt ansvarar för viss officiell statistik. KI utför även uppdrag inom sitt verksamhetsområde.
Konjunkturinstitutet inrättades 1937 och hade 2010 cirka 60 anställda.

## Konjukturbarometern och Konjukturläget
KI publicerar varje månad Konjukturbarometern över företagens och hushållens syn på den ekonomiska utvecklingen. Rapporten Konjunkturläget är en svensk prognos över svensk och internationell ekonomi och denna publiceras fyra gånger per år.

## Generaldirektörer
- Börje Kragh
- Alf Carling
- Svante Öberg 1997–1999
- Ingemar Hansson 1999–2006
- Mats Dillén 2007–2016
- Urban Hansson Brusewitz 2016–2022
- Albin Kainelainen 2022–